# Николай Жуковски
Вижте пояснителната страница за други личности с името Жуковски.
Николай Егорович Жуковски (на руски: Никола́й Его́рович Жуко́вский) е виден руски учен, създател на съвременната аеродинамика.
Заслужил професор на Московския държавен университет, професор по теоретична механика на Императорското московско техническо училище (от 1918 г.: Московско висше техническо училище); член-кореспондент на Императорската академия на науките по математически науки (1894).
„Човекът не притежава крила и по отношение на теглото на тялото към теглото на мускулите си е 72 пъти по-слаб от птиците... Но аз мисля, че той ще полети, опирайки се не на силата на своите мускули, а на силата на разума си.“
Жуковски става родоначалник на съвременната наука, която помага при конструирането на самолетите, за да бъдат те надеждни и бързи. „Баща на руската авиация“ – така го нарича Ленин.
Търсенето на призвание не е лесно. Гимназистът мечтае да стане инженер по железопътното дело. За целта трябва да учи в Петербург, но родителите му нямат възможност да го издържат и Жуковски постъпва във Физико-математическия факултет на Московския университет. След завършване на университета през 1868 г. кандидатства в Петербургския транспортен институт, но не е приет. Почетен диплом за инженер получава значително по-късно – през 1911 г., в чест на 40-годишния му юбилей като признание на неговата научна и педагогическа дейност.
Жуковски започва педагогическата си работа в Московското висше техническо училище (дн. МВТУ „Н Е. Бауман“) като професор в катедрата по аналитична механика. Тук той създава лаборатория по аеродинамика и възпитава плеяда знаменити по-късно конструктори на самолети и двигатели, теоретици на авиацията.
Работите на учения в областта на аеродинамиката стават източник на основните идеи, върху които се гради авиационната наука. Той изследва всестранно динамиката на птичия полет, подсказва теоретично редица възможности траектории на полета на самолета. През 1904 г. открива закона за подемната сила на самолетното крило; определя основните профили на крилата и перките на витлата на самолетите, разработва вихровата теория за витлото и др.
Жуковски приветства победата на Великата октомврийска социалистическа революция от 1917 г. С активното му участие са създадени Централният аерохидродинамичен институт (ЦАГИ) и Военновъздушната инженерна академия. Организира комисия за производство на аерошейни (КОМПАС) в помощ на Червената армия.
Научните и гражданските заслуги на Николай Егорович Жуковски са отбелязани през 1920 г. с декрет на съветската власт, подписан от В. И. Ленин. На него е наименуван град Жуковский (Московска област), намиращият се в него Централен аерохидродинамически институт, Военновъздушната инженерна академия в Москва (после: Монино), Националният аерокосмически университет в Харков, голям кратер на обратната страна на Луната и други обекти.
На Жуковски са посветени: мемориална къща музей в родното му село, съветски игрален биографичен филм „Жуковский“ (1950) на „Мосфилм“, биографични книги, паметници, съветски пощенски марки.